# Eugen Fröhlich
Eugen Fröhlich (* 8. März 1910 in Ulm; † 2. Oktober 1971 in Tübingen) war ein deutscher Zahnarzt und Kieferchirurg und Hochschullehrer.

## Leben
Nach Beendigung seines Studiums der Zahnheilkunde von 1929 bis 1933 an der Ludwig-Maximilians-Universität München promovierte Fröhlich zum Dr. med. dent. über die Kautschuk-Vulkanisation. Es folgte eine Assistenzzeit am Rudolf-Virchow-Krankenhaus in Berlin bei Martin Waßmund. 1936 wurde er Facharzt für Zahn-, Mund- und Kieferkrankheiten, was damals noch keine Doppelapprobation erforderte.
Während des Nationalsozialismus trat er nach seiner soldatischen Grundausbildung als Schütze 1938 der SA und 1939 der NSDAP bei (Mitgliedsnummer 7.302.237). Ferner trat er der NSV und 1940 dem NSDÄB bei. Im September 1948 wurde Fröhlich entnazifiziert und als „Mitläufer“ (Gruppe IV) eingestuft.
Im November 1937 wurde er Oberarzt an der chirurgischen und konservierenden Abteilung des Zahnärztlichen Instituts der Eberhard Karls Universität Tübingen bei Ferdinand Wasmuth und studierte parallel ein Zweitstudium in Medizin, wo er 1943 zum Dr. med. promovierte. 1939 avancierte er zum stellvertretenden Leiter der Abteilung für Kiefer-, Gesichts- und Wiederherstellungschirurgie am Reservelazarett in Tübingen. Nach Kriegsende wurde er zunächst der Leiter der chirurgischen und konservierenden Abteilung, anschließend Leiter der Tübinger Zahnklinik. 1948 habilitierte er und wurde 1951 Facharzt für Zahn-, Mund- und Kieferkrankheiten, 1954 außerplanmäßiger Professor und 1958 ordentlicher Professor für Zahn-, Mund- und Kieferheilkunde. Er war Direktor des Zahnärztlichen Instituts in Tübingen bis zu seinem Tod im Jahre 1971. Fröhlich brach während der 6. Bodensee-Tagung in Lindau zusammen und verstarb drei Wochen später an den Folgen des erlittenen Gehirnschlages. Er wurde auf einem über Tübingen gelegenen Bergfriedhof beigesetzt.

## Wissenschaftliche Laufbahn
Die Arbeits- bzw. Forschungsschwerpunkte von Eugen Fröhlich waren die Kautschukvulkanisation, Dysgnathien (der Begriff „Dysgnathie“ ist 1954 von Fröhlich in Tübingen eingeführt worden), die präprothetische Chirurgie, orale Lappenplastiken, die Kieferchirurgie, das Herdgeschehen, intraorale Röntgenaufnahmen, Prothesenerstellung, Mundhöhlenkarzinome, Kieferzysten sowie die apikale und marginale Parodontitis.
In Tübingen war Fröhlich maßgeblich an der Errichtung einer neuen Zahnklinik beteiligt. Während seiner Amtszeit als Ordinarius wurden in der dortigen Zahnklinik auf sein Betreiben hin drei weitere Ordinariate (konservierende, prothetische und kieferorthopädische Zahnheilkunde) eingerichtet. Fröhlich engagierte sich sehr für das Ansehen der Zahnheilkunde als akademisches Fach und für die wissenschaftliche Fortbildung.

## Ämter, Ehrungen und Auszeichnungen
- 1932/33 Vorstand des Hochschulrings Deutscher Kajakfahrer
- Kriegsverdienstkreuz II. Klasse
- 1958 und 1967 Jahresbestpreis der Deutschen Gesellschaft für Zahn-, Mund- und Kieferheilkunde (DGZMK)
- 1960–1970 Präsident der deutschen ARPA (heute: Deutschen Gesellschaft für Parodontologie – DG PARO)
- 1961–1965 Vorsitzender der zahnärztlichen „Dozentenvereinigung“ („Vereinigung der Hochschullehrer für Zahn-, Mund- und Kieferheilkunde“);
- 1962 Alfred-Rowlett-Preis der FDI World Dental Federation (FDI)
- 1962 korrespondierendes Mitglied der ARPA Suisse
- 1963/64 Dekan der Medizinischen Fakultät des Universitätsklinikums Tübingen
- 1966 Ehrenmitglied der ARPA Internationale
- 1968 Aufnahme in die Deutsche Akademie der Naturforscher Leopoldina[3]
- 1969–1971 Präsident der DGZMK;
- 1971 wissenschaftlicher Leiter der internationalen FDI-Tagung in München
- 1971 (posthum) Etablierung des „Eugen-Fröhlich-Preises“ der ARPA/DG PARO[4]

## Veröffentlichungen (Auszug)
Eugen Fröhlich veröffentlichte etwa 150 Publikationen.
- 1933 Beiträge zur Kautschukvulkanisation; Dissertation
- 1943 Erfahrungen über den plastischen Verschluss von erworbenen Oberkiefer-Gaumendefekten, unter besonderer Berücksichtigung der Palatinalappenplastik,  Dissertation
- Die Osteotomie und Resektion des Processus muscularis bei der narbigen Kontraktur des Unterkiefers und ihre orthopädische Behandlung, Zahnärztl. Welt. 2 (1947), S. 6–10;
- Ueber die Heilung der Zementrissfrakturen, Deutsche Zahnärztliche Zeitschrift (DZZ) 3 (1948), S. 385–391;
- Die erworbenen Mundhöhlendefekte zu Nase und Kieferhöhle und ihre plastische Deckung: Biologische Grundlagen der Lappenplastik (1948);
- Röntgenbild und dentale Herdinfektion, Deutsche Medizinische Wochenschrift (DMW) 74 (1949), S. 426–429;
- Zur Einstellung intraoraler Röntgenaufnahmen, Röntgenphotogr. Med. Photogr. Med. Lab. Prax. 2 (1949), S. 166–170;
- Die Vertikalband-Prothese nach Walser vom pathologisch-anatomischen Gesichtspunkt aus betrachtet, Zahnärztl. Welt Zahnärztl. Reform, heute: ZWR – Das Deutsche Zahnärzteblatt 24 (1950), S. 690–692;
- Zähne und Kieferhöhlenboden im Röntgenbild, DZZ 5 (1950), S, 595–602;
- Das Verhalten des Kieferknochens unter dem Einfluß der schleimhautgetragenen Plattenprothese, DZZ 5 (1950), S. 1222–1240;
- Zähne und Kieferhöhle im Röntgenbild, in: Zahnärztliche Röntgenologie in diagnostischer und therapeutischer Anwendung (1955), S. 64–80;
- Leitfaden der zahnärztlichen Chirurgie (1952); Gewebsveränderungen als Folge schleimhautgetragener Prothesen, DZZ 7 (1952), S. 107–118;
- Veränderungen im Gefüge des Zahnfleischbindegewebes bei den entzündlichen marginalen Zahnbetterkrankungen, DZZ 7 (1952), S. 477–489;
- Die Abdämmung der Prothesen, ein mechanisches oder biologisches Problem, DZZ 8 (1953), S. 110–115;
- Grundsätzliche Fragen der chirurgischen Behandlung der marginalen Parodontitis, DZZ 8 (1953), S. 523–529;
- Gewebsveränderungen bei der traumatischen Okklusion, zugleich ein Beitrag zu den profunden Zahnbetterkrankungen, DZZ 9 (1954), S. 302–312;
- Prothetik als mechanischer Faktor bei Mundkrankheiten, DZZ 9 (1954), S. 477–488;
- Täuschung bei der röntgenologischen Diagnose der apikalen Parodontitis, DZZ 9 (1954), S. 915–926;
- Die prothetische Versorgung des zahnlosen Mundes (1954);
- Atypische Befunde bei der röntgenologischen Darstellung der Kieferzysten, Zahnärztl. Welt 9 (1954), S. 143–147;
- Das Verhalten der Weichteile und des Knochens unter der Totalprothese, Zahn-Mund-Kieferheilk. Vortr. 14 (1954), S. 77–87;
- Zähne und Kieferhöhle im Röntgenbild auf Grund vergleichender histologischer und röntgenologischer Betrachtung, Zahn-Mund-Kieferheilk. Vortr. 16 (1955), S. 64–80;
- Die röntgenologische Diagnose der marginalen Zahnbetterkrankungen und ihre klinische Auswertung, DZK (1956), S. 110–122;
- Zum 50jährigen Bestehen des Zahnärztlichen Instituts der Universität Tübingen, Dt. Zahnärztebl. 14 (1960), S. 227ff.
- Zahnmedizin in Tübingen, Attempto 25/26 (1968), S. 64–71;
- mit Erich Körber: Die Planung der prothetischen Versorgung des Lückengebisses (1970) (auch: Die prothetische Versorgung des Lückengebisses: Befunderhebung und Planung, 2. Aufl. 1979)
- mit Norbert Schwenzer: Mundhöhlenkarzinome. Früherkennung durch den Zahnarzt, 1974